# Teretriosoma viridicatum
Teretriosoma viridicatum är en skalbaggsart som beskrevs av Lewis 1891. Teretriosoma viridicatum ingår i släktet Teretriosoma och familjen stumpbaggar. Inga underarter finns listade i Catalogue of Life.